# Пятрулис, Наполеонас
Наполеонас Пятрулис (лит. Napoleonas Petrulis; род. 14 августа 1909, Эйкинишкис Рокишского района — 24 марта 1985, Вильнюс) — литовский художник, скульптор; профессор (1958), заслуженный деятель искусств Литовской ССР (1959), народный художник Литовской ССР (1965), лауреат Государственной премии Литовской ССР (1971).

## Биография
Окончил Каунасскую художественную школу (1931), где учился у скульптора Юозаса Зикараса. Посещал также студию живописи Юстинаса Веножинскиса. В 1935—1937 годах работал в каунасском Военном музее Витовта Великого. С 1935 года принимал участие в выставках в Литве и за рубежом. В 1935—1944 годах работал учителем в Каунасе, Юрбаркасе, Рокишкисе. С 1944 года до 1985 года преподавал в Вильнюсском художественном институте, преобразованном в 1951 году в Художественный институт Литовской ССР; профессор (1985). Член КПСС с 1951 года.

## Творчество
Автор акварелей, рисунков, скульптурных шаржей, скульптурных портретов (Саломеи Нерис, 1948; Пятраса Цвирки, 1957; Пранаса Эйдукявичюса, 1959; «Читающий Ленин», 1961; Юозаса Микенаса, 1965; Антанаса Венцловы, 1967; дочери, 1984), камерных скульптур («Минута отдыха», 1957; «Мать с ребёнком», 1965), скульптурной композиции «В. Ленин и красноармеец Ю. Барташюнас» (1965), памятников В. И. Ленину в Каунасе (1970; Государственная премия Литовской ССР, 1971) и в Друскининкай (1981), надгробных памятников (Антанасу Снечкусу, 1975, и другим).
Наиболее значительные произведения:
- скульптурная группа «Промышленность и строительство» на мосту И. Черняховского (совместно с Б. Вишняускасом; 1952, Зелёный мост, Вильнюс)
- памятник «Четверо коммунистов» (совместно с Б. Вишняускасом; 1973, Каунас; ныне в парке Грутас)